# Deepstep (Géorgie)
Deepstep est une ville américaine située dans le comté de Washington, en Géorgie. Selon le recensement de 2020, sa population est de 117 habitants.